# Seerapalli
Seerapalli é uma panchayat (vila) no distrito de Namakkal, no estado indiano de Tamil Nadu.

## Demografia
Segundo o censo de 2001,  Seerapalli  tinha uma população de 11,778 habitantes. Os indivíduos do sexo masculino constituem 51% da população e os do sexo feminino 49%. Seerapalli tem uma taxa de literacia de 63%, superior à média nacional de 59.5%: a literacia no sexo masculino é de 71% e no sexo feminino é de 54%. Em Seerapalli, 9% da população está abaixo dos 6 anos de idade.